# Pékin Express : La Route des 50 volcans
 (juillet 2019).
Si vous disposez d'ouvrages ou d'articles de référence ou si vous connaissez des sites web de qualité traitant du thème abordé ici, merci de compléter l'article en donnant les références utiles à sa vérifiabilité et en les liant à la section « Notes et références ».
Pékin Express : La route des 50 volcans est la 12e édition de Pékin Express, émission de télévision franco-belgo-luxembourgeoise de téléréalité, diffusée chaque semaine sur M6 du mardi 18 juillet 2019  au jeudi 19 septembre 2019. 
Le tournage a débuté le 19 février 2019 au lac Atitlán et s'est terminé le 24 mars 2019 à Bogota. Elle est présentée par Stéphane Rotenberg, désigné comme directeur de course. Ce sont Lætitia et Aurélie, les sœurs que tout oppose, qui l'emportent. Elles empochent la somme maximale mise en jeu, soit 100 000 €.

## Production et organisation
L'émission est présentée par Stéphane Rotenberg, qui a le rôle de directeur de course.
Elle est réalisée par Sébastien Zibi.

### Tournage
Le tournage s'est déroulé dans trois pays d'Amérique centrale et d'Amérique latine. La course a débuté dans un hôtel de Panajachel, à proximité du lac Atitlán. Elle s'est terminé au Colegio Mayor de San Bartolomé à Bogota.

## Principe

### Règles habituelles
Pour cette saison, les règles habituelles sont présentes, à savoir : l'épreuve d'immunité, qui permet à une équipe d'être immunisée le reste de l'étape. Le duel final, qui permet au binôme arrivé dernier d'avoir une seconde chance en affrontant un autre binôme lors d'un dernier sprint. Le panneau voiture interdite, qui oblige les candidats à changer de moyen de locomotion dès qu'ils le croisent. Le drapeau noir, qui envoie directement au duel final le binôme l'ayant en sa possession à la fin de l'étape. Le drapeau rouge, qui permet au binôme l'ayant en sa possession de stopper des concurrents dans leur course pendant 15 min. L'enveloppe noire qui indique aux candidats si l'étape est éliminatoire ou non. Les équipes mélangées qui impose aux candidats de faire la course avec un autre candidat.

### Nouveautés
Le quizz express fait son apparition. C'est l'occasion pour les candidats de répondre correctement à des questions de culture générale sur le pays traversé, posées par Stéphane Rotenberg à travers la radio, pour éviter de devoir descendre de voiture. Le téléphone express permet aux équipes d'utiliser un GPS, un traducteur, ou d’appeler un proche. Les destins liés qui oblige 2 équipes à devoir se présenter ensemble à chaque arrivée.

## Les candidats et les résultats
|    | Équipes             | Âges    | Relations                         | Classement (par étape) | Classement (par étape) | Classement (par étape) | Classement (par étape) | Classement (par étape) | Classement (par étape) | Classement (par étape) | Classement (par étape) | Classement (par étape) | Classement (par étape) | Moyenne des résultats |
| 1  | Équipes             | Âges    | Relations                         | 2                      | 3                      | 4                      | 5                      | 6                      | 7                      | 8                      | 9                      | 10                     |                        | Moyenne des résultats |
| -- | ------------------- | ------- | --------------------------------- | ---------------------- | ---------------------- | ---------------------- | ---------------------- | ---------------------- | ---------------------- | ---------------------- | ---------------------- | ---------------------- | ---------------------- | --------------------- |
| 1° | Lætitia et Aurélie  | 38 / 34 | Les sœurs que tout oppose         | 3e                     | 1erT                   | 5e                     | 3e                     | 5e                     | 3e                     | 1erT                   | 1er                    | 1erE                   | 1er                    | 2,40                  |
| 2° | Mounir et Lydia     | 27 / 25 | Les jeunes mariés                 | 1er                    | 4e                     | 2e                     | 5eT                    | 2e                     | 4eT                    | 3e                     | 3e                     | 2eE                    | 2e                     | 2,80                  |
| 3° | Thomas et Mathieu   | 36 / 32 | Les frères bûcherons              | 6e                     | 5e                     | 3eT                    | 4e                     | 4eT                    | 5e                     | 4e                     | 2e                     | 3eE                    |                        | 4,00                  |
| 4° | Kleofina et Julia   | 24 / 22 | Les copines miss                  | 4e                     | HC                     | 4e                     | 5eT                    | 1er                    | 2e                     | 2e                     | 4e                     |                        |                        | 2,75                  |
| 5° | Fabrice et Briac    | 50 / 21 | Les inconnus                      | 2eT                    | 2e                     | 1er                    | 1er                    | 3e                     | 1er                    | 5e                     |                        |                        |                        | 2,14                  |
| 6° | Steeve et Martine   | 28 / 56 | Le coach sportif et son élève     | 7e                     | 3e                     | HC                     | 2e                     | HC                     | 6e                     |                        |                        |                        |                        | 3,33                  |
| 7° | Fabienne et Jade    | 61 / 20 | La mère et la fille au grand cœur | 8e                     | 6e                     | 6e                     |                        |                        |                        |                        |                        |                        |                        | 6,66                  |
| 8° | Patrice et Benjamin | 56 / 21 | Le père et le fils du nord        | 5e                     | 7e                     |                        |                        |                        |                        |                        |                        |                        |                        | 6,00                  |

- Un résultat en vert signifie que cette équipe a gagné l'immunité.
- Un résultat en vert italique signifie qu'une équipe a remporté un sprint intermédiaire, qu'elle a été dispensée du reste de l'étape, mais lors d'une étape spéciale où il n'y a aucune remise d'amulette.
- Un résultat en vert souligné signifie que cette équipe a remporté une amulette spéciale lors d'une épreuve spéciale.
- Un résultat en bleu signifie que cette équipe a perdu le Duel Final à une étape non-éliminatoire, et a dû avoir un handicap à la prochaine étape, alors qu'en bleu souligné et italique signifie qu'elle avait été éliminée à la fin de cette étape mais a pu réintégrer la course à l'étape suivante puisqu'elle a bénéficié de la règle de l'équipe cachée.
- Un résultat en rouge signifie que cette équipe a été éliminée au Duel Final.
- Un résultat en rouge souligné signifie que cette équipe a dû abandonner la course.
- Un résultat en gris signifie que l'équipe a réintégré la course en cours de route à la suite d'un abandon.
- Un résultat en noir souligné signifie que cette équipe avait le drapeau noir.
- Un résultat en rose signifie que cette équipe a participé au Duel Final, et l'a remporté.
- Un résultat en violet signifie que cette équipe avait le drapeau rouge.
- Un HC orange signifie que l'équipe est hors classement, à la suite d'un bonus.
- Un petit E en indice, en orange signifie une enveloppe noire tirée lors de la demi finale, le E rouge signifie que l'enveloppe était éliminatoire

- Thomas et Mathieu ont participé à l'édition anniversaire des 15 ans Pékin Express : Retour sur la route mythique, où ils ont de nouveau perdu en demi-finale.
- Fabrice a participé à l'édition anniversaire des 15 ans Pékin Express : Retour sur la route mythique, de nouveau avec un(e) inconnu(e), cette fois Ingrid de Pékin Express 7.

### Les remises d'amulettes
| Équipes             | Étapes | Étapes | Étapes | Étapes | Étapes | Étapes | Étapes | Étapes | Étapes        | Étape 10    | Étape 10   | Étape 10   | Total        | Total          | Gain potentiel |
| Équipes             | 1      | 2      | 3      | 4      | 5      | 6      | 7      | 8      | 9             | 1re épreuve | 2e épreuve | 3e épreuve | Amulette     | Extra-Amulette | Gain potentiel |
| ------------------- | ------ | ------ | ------ | ------ | ------ | ------ | ------ | ------ | ------------- | ----------- | ---------- | ---------- | ------------ | -------------- | -------------- |
| Lætitia et Aurélie  | x      | A      | x      | x      | x      | x      | A      | A      | A - A - A (1) | +13460€     | +7620€     | +18920€    | 3 (30 000 €) | 3 (30 000 €)   | 100 000 €      |
| Mounir et Lydia     | A      | x      | x      | x      | X      | A (1)  | A (2)  | A (1)  | x             | -13460€     | -7620€     | -18920€    | 4 (40 000 €) | 0 (0 €)        | 0 €            |
| Thomas et Mathieu   | x      | x      | x      | x      | x      | x      | x      | x      | A - X         |             |            |            | 0 (0 €)      | 1 (10 000 €)   | 0 € (Éliminé)  |
| Kleofina et Julia   | x      | x      | x      | x      | A      | x      | x      | X      |               |             |            |            | 1 (10 000 €) |                | 0 € (Éliminé)  |
| Fabrice et Briac    | x      | x      | A      | A      | A (1)  | x      | X      |        |               |             |            |            | 2 (20 000 €) |                | 0 € (Éliminé)  |
| Steve et Martine    | x      | x      | x      | x      | x      | X      |        |        |               |             |            |            | 0 (0 €)      |                | 0 € (Abandon)  |
| Fabienne et Jade    | x      | x      | X      |        |        |        |        |        |               |             |            |            | 0 (0 €)      |                | 0 € (Éliminé)  |
| Patrice et Benjamin | x      | X      |        |        |        |        |        |        |               |             |            |            | 0 (0 €)      |                | 0 € (Éliminé)  |

- Un A gris correspond à une amulette de fin d'étape (10 000 €).
- Un A rouge correspond à une extra-amulette (10 000 €).
- Un A violet signifie que l'équipe a été éliminée mais qu'elle a pu récupérer son amulette après avoir réintégré la course.
- Un A vert correspond aux amulettes récupérées par des candidats après l'élimination d'une équipe (Ce A sera suivi d'un chiffre, correspondant au nombre d'amulettes reçues)
- Un X rouge signifie que l'équipe a été éliminée durant cette étape

## Le parcours

### Les différentes étapes
Étapes au  Guatemala
- 1re étape (Démarrage surprise de la course à l'aube) : Lac Atitlán (Panajachel - San Antonio Palopó) - Antigua - Santa Cruz Verapaz - Cobán
- 2e étape (Chasse à l'homme au Guatemala) : Cobán - Pajal - Sayaxché - Semuc Champey - Flores - Tikal - San Felipe de Lara
- 3e étape (À la découverte de Livingston, un village coupé du monde) : San Felipe de Lara - Rio Dulce - Livingston - Puerto Barrios - Guatemala

Étapes au  Costa Rica
- 4e étape (Destins liés lors d'un trek infernal au volcan Arenal) : Guadalajara (Lac Arenal) - La Fortuna (Parc national Volcán Arenal) - Playa Palo Seco - Quépos (Parc Manuel Antonio)
- 5e étape (Pékin Express en pleine ruée vers l'or) : El Cocal - Golfe Dulce - Puerto Jiménez - Parc Corcovado - Dos Brazos - Cartago - Ujarrás
- 6e étape (Qui veut gagner ses passeports ?) : Cartago - San José - Cartago - Barva - Guácima - San José

Étapes en  Colombie
- 7e étape (Premiers pas en Colombie) : Carthagène des Indes - Taganga - Mompox - Santa Ana
- 8e étape (Les candidats voient rouge en quarts de finale) : Mompox - Playa de Belén - Bucaramanga
- 9e étape (Demi-Finale Infernale en Colombie) : Bucaramanga - Barichara - Socorro - San Gil - Chiquinquirá - Fúquene - Zipaquirá
- 10e étape (Finale volcanique à Bogota) : Bogota

### 1erépisodeau Guatemala: démarrage surprise de la course à l'aube
Cet épisode est diffusé pour la première fois le 18 juillet 2019.

#### 1erjourde course: dePanajachelàAntigua

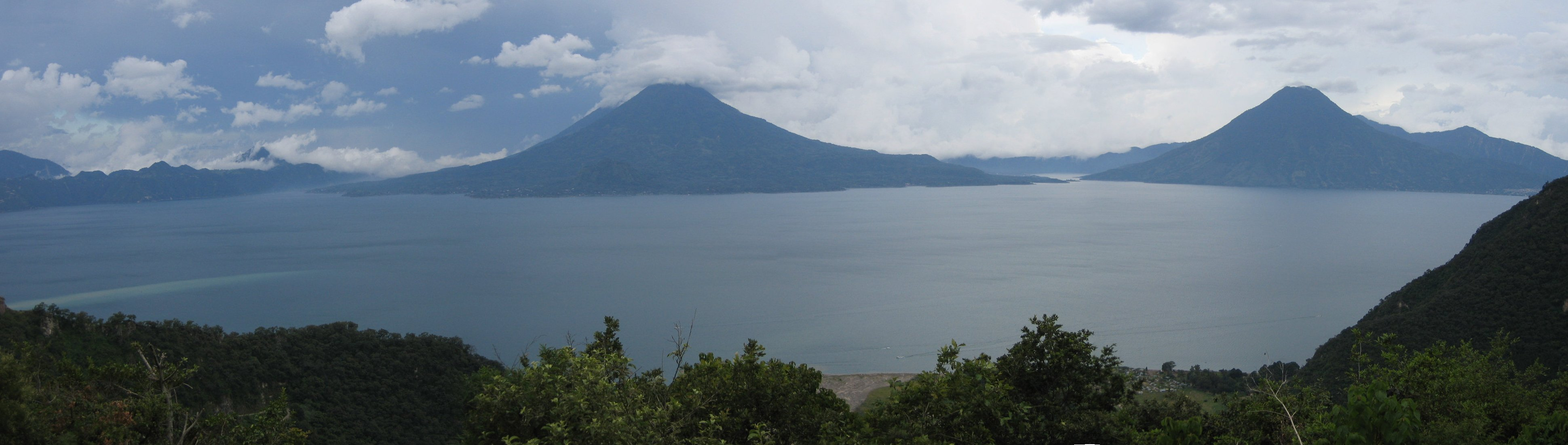
Le Lac Atitlán, lieu où les candidats démarre la course.

Après 7 km en paddle sur le Lac Atitlán, Fabrice et Briac, sont les premiers à arriver. Ils s'emparent aussitôt du téléphone express.

#### Épreuve d'immunité àAntigua
L'épreuve d'immunité a lieu au Marché d'Antigua. Les équipes qualifiées sont : Fabrice et Briac - Kleofina et Julia - Fabienne et Jade - Mounir et Lydia. Les équipes vont être séparés en 2. L'un sera porteur, il devra comme les femmes mayas porté un panier sur sa tête et devra franchir les 10 cases d'un parcours sans le faire tomber. L'autre sera lanceur. En mangeant une cuillère de piment plus ou moins fort, il aura la possibilité de lancer un dé, et ainsi de faire avancer son binôme ou de faire reculer l'équipe de son choix. Le premier porteur a atteindre la 10e cases de ce jeu de l'oie revisiter fera gagner son équipe. À l'issue de cette épreuve, ce sont Fabienne et Jade qui remportent l'immunité.

#### 2e jour de course : de Antigua à Cobán

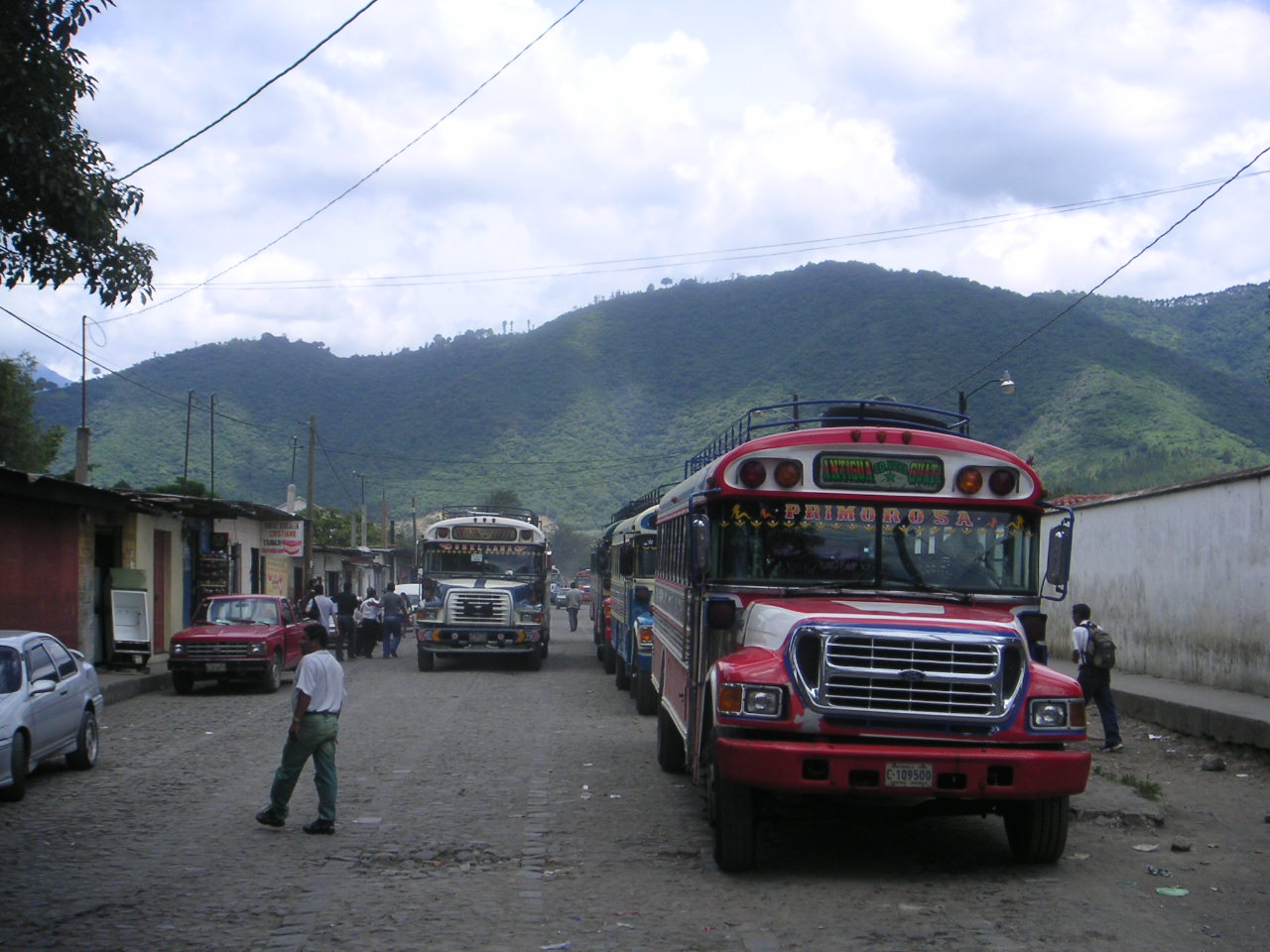
Des Chicken bus ont servi de nouveau moyen de transport aux équipes de Pékin Express

#### 5e jour de course : De Flores à San Felipe de Lara

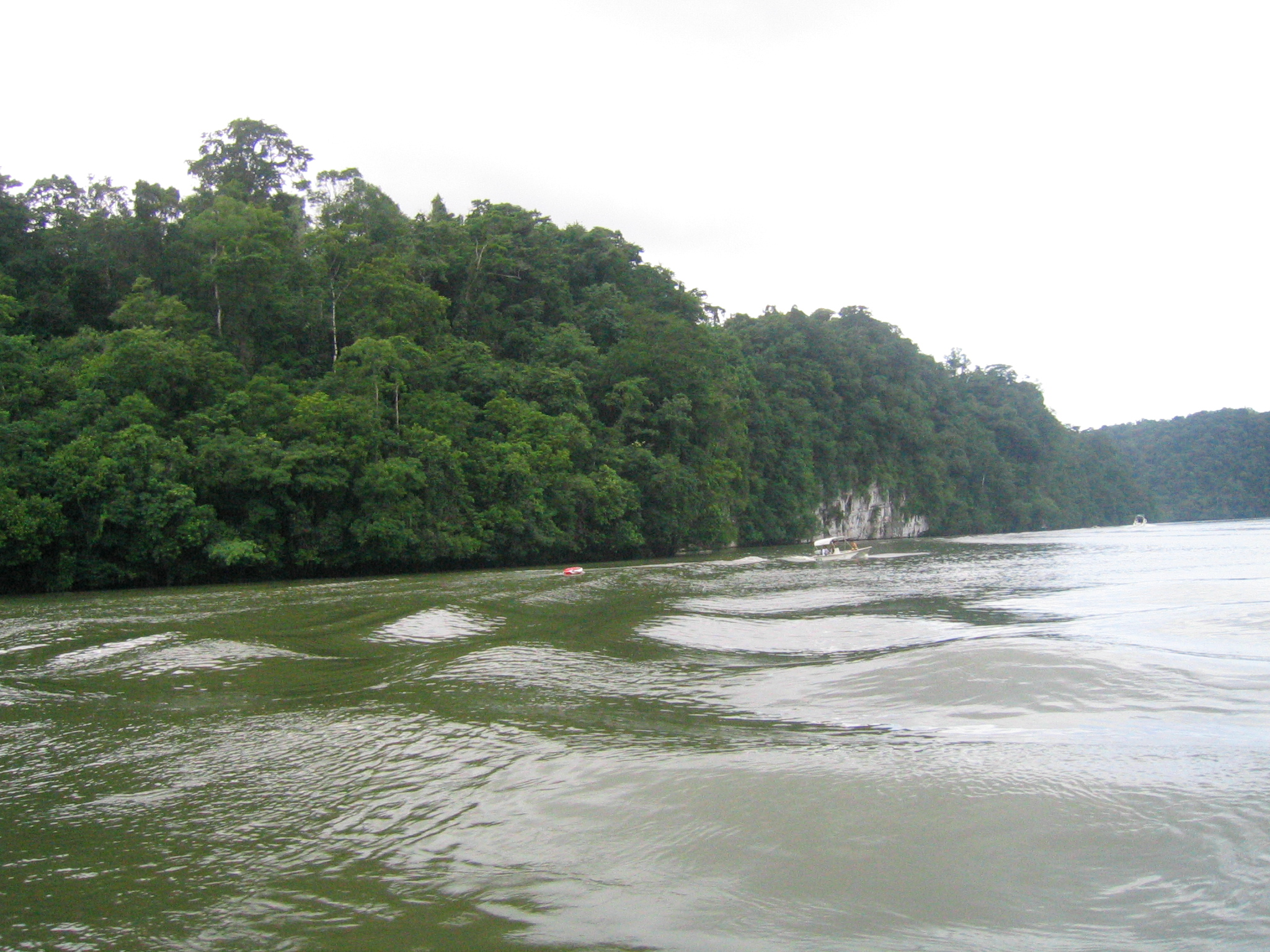
Le Rio Dulce se situe à côté du Château de San Felipe de Lara

#### Duel Final deCobánàSanta Cruz Verapaz
Steve et Martine, arrivés dernier de l'étape décident d'affronter Patrice et Benjamin pour le duel final. Tous les autres binômes sont qualifiés pour la deuxième étape. Le principe est le suivant : Les candidats doivent parcourir 30km aller/retour et se rendre jusque dans la ville de Santa Cruz Verapaz. Ils doivent se faire offrir une bougie votive typique du Guatemala. Une fois l'obtention de cette bougie, ils pourront revenir à l'Église El Calvario à Cobán. Ce sont Steve et Patrice qui se lancent dans le duel final. Arrivé premier, Steve qualifie Martine pour la prochaine étape de Pékin Express. Le père et le fils, Patrice et Benjamin sont éliminés de l'aventure.

### 2eépisodeau Guatemala: chasse à l'homme au Guatemala
Cet épisode est diffusé pour la première fois le 25 juillet 2019.

#### 3ejouret4ejourde course: deCobánàFlores

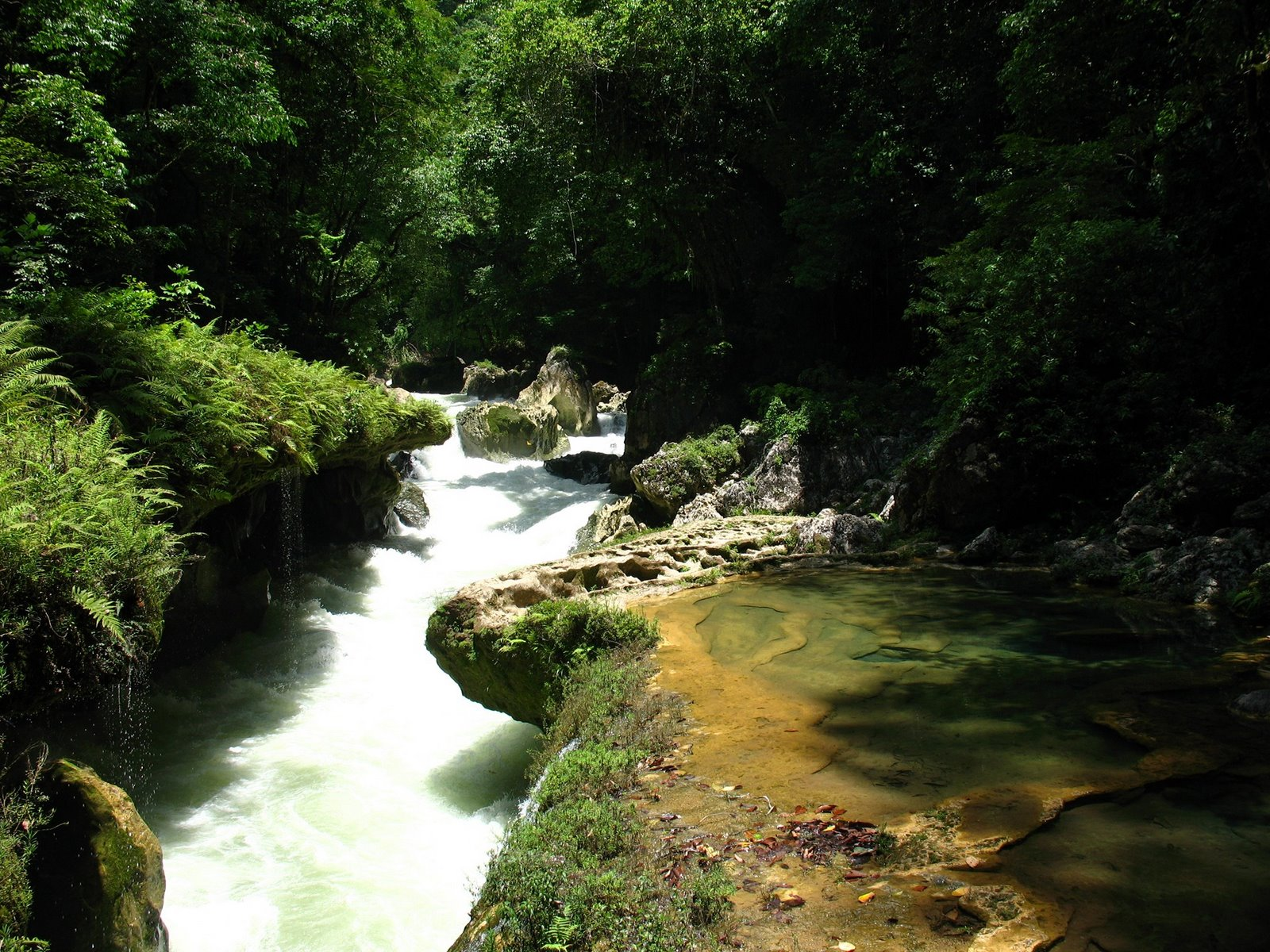
Visite de Semuc Champey, bonus réservé à 1 équipe.

Après avoir réussi à échanger au marché de Cobán une pièce frappée de la même année que celle piochée au départ devant Stéphane Rotenberg, Laëtitia et Aurélie sont les premières à arriver à Puente del Arco à Cobán. Elles remportent le téléphone express.

#### Épreuve d'immunité àTikal
L'épreuve d'immunité a lieu à Tikal.
Les équipes qualifiées sont : Fabrice et Briac - Fabienne et Jade - Steve et Martine.
Les équipes vont devoir reconstituer l'un des temples mythiques de Tikal sous forme de casse-tête. L'un devra reconstituer le casse-tête. L'autre devra porter à bout de bras la coiffe du temple. La première équipe à avoir fini son casse-tête remporte le jeu.
À l'issue de cette épreuve, ce sont Steve et Martine qui remportent l'immunité.

## Règles

### Les règles traditionnelles

#### Épreuve d'immunité
L'épreuve d'immunité a lieu au milieu de l'étape. L'équipe qui la remporte est immunisée jusqu'à la fin de celle-ci. 
- Étape 1 : Antigua, Sacatepéquez,  Guatemala
  - Participants : Fabrice et Briac - Kleofina et Julia - Fabienne et Jade - Mounir et Lydia
  - Thème : Jeu de l'oie et dégustation de piments.

- Étape 2 : Tikal, Département du Petén,  Guatemala
  - Participants : Fabrice et Briac - Fabienne et Jade - Steve et Martine
  - Thème : Réaliser un casse-tête en forme de pyramide maya.

- Étape 3 : Livingston, Izabal,  Guatemala
  - Participants : Thomas et Mathieu - Steve et Martine - Fabrice et Briac
  - Thème : Réaliser un plat typique guatémaltèque les yeux bandés.

- Étape 4 : Volcan Arenal, Alajuela,  Costa Rica
  - Participants : Fabrice et Briac - Thomas et Mathieu - Steve et Martine
  - Thème : Totaliser le plus grand nombre de points avec du tir à l'arc puis de la tyrolienne.

- Étape 5 : Fleuve de Dos Brassos,  Costa Rica
  - Participants : Kleofina et Julia - Laëtitia et Aurélie - Fabrice et Briac
  - Thème : Parcours du combattant et orpaillerie dans l'eau du fleuve

- Étape 6 :  Étape spéciale avec 3 courses et épreuves pour l'immunité
  - Épreuve 1 : Briser deux piñatas gardées par un taureau dans l'arène de Zapote et arriver premier à Cartago,  Costa Rica
  - Immunisé : Fabrice et Briac - Thomas et Mathieu - Kleofina et Julia - Laëtitia et Aurélie - Mounir et Lydia
  - Épreuve 2 : Trouver le déguisement manquant dans un carnaval costaricien à Barva et arriver premier au Parque Francia à San José,  Costa Rica
  - Immunisé : Kleofina et Julia - Thomas et Mathieu - Mounir et Lydia - Laëtitia et Aurélie
  - Épreuve 3 : Récupérer un anneau avec une perche en étant tracté par des chevaux à Guácima et arriver premier au Parque Sabana à San José,  Costa Rica
  - Immunisé : Lætitia et Aurélie - Mounir et Lydia - Thomas et Mathieu

- Étape 7 : Plage de Taganga,  Colombie
  - Participants : Lætitia et Aurélie - Kleofina et Julia - Mounir et Lydia
  - Thème : Retenir les réponses aux questions posées sur la vie des adversaires et les redonner sur un bateau pirate

#### Épreuve Spéciale
Apparue lors de la huitième étape (les quarts de finale) , cette épreuve permet à l'équipe victorieuse de remporter un avantage considérable pour la suite de l'aventure : le Drapeau Rouge.
- Étape 8 : Playa De Belen,  Colombie
- Participants : Lætitia et Aurélie - Thomas et Mathieu - Kleofina et Julia
- Thème : Tenir à bout de bras des balances remplies de sables par les concurrents.

#### Enveloppe noire
Pour la deuxième fois dans cette saison, l'enveloppe noire n'est pas remise à l'équipe arrivée première à l'étape précédente, mais conservée par la production. Elle est remise par l'animateur à l'équipe arrivée dernière au duel final, en toute fin d'étape. Pour éviter toute manipulation de dernière minute de la production, toutes les enveloppes noires, ont été établies pour chaque étape et déposées chez un huissier en France, avant le tournage. L'enveloppe peut soit indiquer que l'étape est éliminatoire, ce qui signifie l'arrêt du jeu, soit qu'elle n'est pas éliminatoire, auquel cas l'équipe arrivée dernière reste dans le jeu mais écopera d'un handicap à l'étape suivante.
- : Étape 1 : Équipe Cachée
- : Étape 2 : Éliminatoire
- : Étape 3 : Éliminatoire
- : Étape 4 : Non éliminatoire
- : Étape 5 : Éliminatoire
- : Étape 6 : Non éliminatoire
- : Étape 7 : Éliminatoire
- : Étape 8 : Éliminatoire (1/4 finale)
- : Étape 9 :   Éliminatoire (1/2 finale)
- : Étape 10 : Étape décisive (Finale)

#### Handicaps
Ils sont attribués à chaque équipe arrivée dernière lors de l'étape précédente et dont l'enveloppe noire a indiqué que l'étape n'était pas éliminatoire. Ces handicaps servent à ralentir l'équipe en question, qui doit malgré tout tenter de finir la course et de ne pas arriver de nouveau dernière. Les handicaps peuvent être divers : des fardeaux très lourds ou gênants, des personnes supplémentaires qui rejoignent l'équipe, faire la course sans parler ou attachés l'un à l'autre, des restrictions lors de l'auto-stop, etc. Les handicaps ont souvent un fort lien culturel avec les pays dans lesquels concourent les candidats.
- Étape 5 : Mounir et Lydia étant arrivés derniers à l’étape précédente (non éliminatoire), ils durent faire l’étape avec 11 ananas à porter à bout de bras. Ce handicap leur a été fatal puisqu'ils ont été éliminés au Duel Final.
- Étape 7 : Thomas et Mathieu étant arrivés derniers à l'étape précédente (non éliminatoire), ils durent se déplacer avec une palanqueras (une de ces femmes porteuses de fruits que l’on peut rencontrer à Carthagène).

#### PanneauVoiture interdite
À chaque apparition de ce panneau, les candidats doivent quitter leur voiture pour utiliser un moyen de locomotion généralement peu commun. Cette règle existait déjà pendant la 11e saison de Pékin Express : La Course infernale.
- Étape 1 :
  1. En paddle, sur le Lac Atitlán (7 km).
  2. En chicken bus, dans la ville de Cobán, où les candidats doivent récupérer vingt personnes avant de rejoindre l'arrivée.
- Étape 2 : aucune apparition de la règle.
- Étape 3 : 
  1. À motomarine (jet-ski), puis en barque, sur le Rio Dulce (7 km).
- Étape 4 : 
  1. En trek, puis sur les flancs du volcan Arenal, avec plusieurs ralentisseurs.
  2. À bicyclette, vers  Playa Palo Seco, avec une seule bicyclette pour deux (5 km).
- Étape 5 : 
  1. En canoë-kayak, sur le golfe Dulce (10 km).
- Étape 6 : aucune apparition de la règle.
- Étape 7 : aucune apparition de la règle
- Étape 8 : Parcourir 10 km pour quitter Mompox avec un tricycle, le panneau n'est pas apparu mais il est crédité sur la carte dans le programme
- Étape 9 : Pédalo sur le lac de Fequene
- Étape 10 :

1. Ouvrir un coffre cadenassé dans un funiculaire
2. Survoler Bogota en avion pour trouver le lieu de mission inscrit en lettres géantes

#### Duel final
Le duel final permettra systématiquement aux candidats arrivés derniers lors d'une étape de pouvoir retrouver leur place dans l'aventure en affrontant l'équipe de leur choix (sauf l'équipe immunisée et celle ayant gagné l'étape) lors d'une épreuve seconde chance. S'ils gagnent, ils peuvent rester et l'autre équipe est éliminée (si l'étape est éliminatoire). S'ils perdent, ils conservent leur place de derniers. Toutefois, l'équipe en question ne sera jamais informée à l'avance du classement de l'étape à l'arrivée, ce qui la contraindra à devoir choisir une équipe au hasard, excepté les gagnants et les immunisés. L'équipe arrivée deuxième, par exemple, ou encore celle arrivée avant-dernière, pourra donc très bien perdre l'étape malgré sa performance, au cours du duel final.
Le duel final consiste généralement en un circuit de quelques kilomètres, effectué en quelques heures, avec une mission à effectuer à mi-parcours. Un seul membre du binôme peut l'effectuer.
- Étape 1 : Cobán → Santa Cruz Verapaz → Cobán ,  Guatemala(30km)
  - Équipe en danger : Steve et Martine (derniers, 7e) - Patrice et Benjamin (5e)
  - Participants : Steve vs Patrice
  - Mission : Se faire offrir une bougie par un guatémaltèque.

- Étape 2 : Pas de Duel Final, l'équipe cachée a échoué dans sa mission.
- Étape 3 : Plaza de la contitucion → Torre del reformador → Plazza de la contitucion,  Guatemala,Guatemala City (15 km)
  - Équipe en danger : Fabienne et Jade (dernières, 6e) - Laëticia et Aurélie (5e)
  - Participants : Jade vs Laëticia
  - Mission : Cirer les chaussures des passants et récolter 35 quetzals

- Étape 4 : Playa Palo Peco → Quepos → Playa Palo Peco ,  Costa Rica(56km)
  - Équipe en danger : Mounir et Lydia (derniers, 5e) - Kleofina et Julia (dernières5e)
  - Participants : Mounir vs Kleofina
  - Mission : Trouver une personne s'appelant soit Manuel soit Antonio

- Étape 5 : Basilico de Nuestra de Los Angeles → Ruinas de Ujarras → Basilico de Nuestra de Los Angeles ,  Costa Rica(30km)
  - Équipe en danger : Laëticia et Aurélie (dernières, 5e) - Mounir et Lydia (2e)
  - Participants : Laëticia vs Mounir
  - Mission : Déchiffrer un rébus

- Étape 6 : Museo de Arte Costarricence → Playa de las Artes → Museo de Arte Costarricence ,  Costa Rica
  - Équipe en danger : Thomas et Mathieu (derniers, 3e) - Mounir et Lydia (2e)
  - Participants : Thomas vs Lydia
  - Mission : Reproduire le célèbre cliché des Beatles traversant le passage piéton

- Étape 7 : Monpox → Santa Ana → Monpox ,  Colombie(30km)
  - Équipe en danger : Fabrice et Briac (derniers, 5e) - Thomas et Mathieu (4e,handicap)
  - Participants : Briac vs Thomas
  - Mission : Réussir à envoyer un fer à cheval autour d'un piquet

- Étape 8 : Parque de la Hormiga → École Nationale Supérieure  → Parque de la Hormiga ,  Colombie,Bucaramanga(20km)
  - Équipe en danger : Kleofina et Julia (dernières, 4e) - Thomas et Mathieu (2e)
  - Participants : Kleofina vs Thomas
  - Mission : Énigme de mathématique et visuelle

Il n'y a pas eu de Duel Final lors des étapes 9 et 10, qui étaient respectivement la demi-finale et la finale.

#### Équipes Mixées/Mélangées
Les équipes sont mélangées lors des quarts de finale de Pekin Express. Les candidats devaient d'abord se scinder. Ensuite l'un des deux devaient tirer au sort dans un petit sac un  numéro d'ordre de passage pour choisir son partenaire (sauf le sien). Les candidats prennent les numéros tout d'abord d'après le classement de l'étape précédente. 
Les binômes formés sont :
- Thomas et Laetitia
- Aurélie et Mathieu
- Mounir et Kleofina
- Julia et Lydia.

L'objectif est d'arriver les premiers à la ligne d'arrivée pour qualifier son binôme d'origine à l'épreuve spéciale. 
Mais tout d'abord, avant de débuter l'autostop, les candidats font face au panneau Voiture Interdite. Ils doivent chercher dans Mompox un tricycle et parcourir 10 km jusqu'à la sortie de la ville. 
Le classement de cette course est le suivant :
- Premiers : Thomas et Lætitia
- Deuxiemes : Aurélie et Mathieu
- Troisièmes : Mounir et Kleofina
- Quatrièmes : Julia et Lydia

Thomas et Laetitia qualifient leurs binômes d'origine pour l'épreuve spéciale, avec deux minutes d'avance sur leurs coéquipiers.
Cependant il y a 3 places pour cette épreuve. Ainsi, quand Mounir et Kleofina arrivent, ils doivent se décider quelle équipe participerait à cette épreuve. Ne se mettant pas d'accord et préférant le hasard, ils font un pile ou face, que Kleofina remporte. Elle qualifie donc Julia pour l'épreuve spéciale. 
Julia et Lydia arrivent de nuit contrairement aux autres binômes (notamment car elles ont perdu la pochette contenant les informations). Elles apprennent donc le résultat de cette course.

### Nouvelles règles

#### Téléphone express
Présent uniquement lors de la douzième saison, il permet au binôme l'ayant en sa possession d'accéder aux fonctions : GPS, traducteur, et appel du téléphone. La première donne aux candidats la possibilité de vérifier s'ils sont sur la bonne route ; la deuxième de communiquer plus facilement avec les locaux ; la dernière enfin permet à un candidat du binôme d'appeler ses proches. Pour l'obtenir, le binôme doit être le premier à s'en emparer. Il le garde alors pour 3 jours.
Mission pour obtenir le téléphone express
- : Étape 1 : Rejoindre le plus rapidement possible San Antonio Palopo en paddle sur le Lac Atitlan sur 7 km
- : Étape 2 : Arriver deuxième (les premiers étant hors course) à Puente del Arco à Cobán après avoir échangée une pièce frappée la même année au marché
- : Étape 3 : Arriver le plus rapidement possible à Livingston en barque sur 7 km en remontant le Rio Dulce
- : Étape 4 : (Pas de mission à cause des Destins Liés)
- : Étape 5 : Être les premiers à prendre les plus petits ferries du monde (les Banga) et quitter la presqu'île El Cocal pour rejoindre le continent
- : Étape 6 : Rejoindre le plus vite possible la Plaza Gonzalez Viquez à San José
- : Étape 7 : Se déplacer en calèche à 5 endroits différents de Carthagène des Indes pour récupérer de quoi préparer des arepas de huevo, les manger, et faire goûter la personne qui a appris aux candidats à les faire

Un petit D signifie que les équipes avaient leurs destins liés et peuvent utiliser le téléphone seulement pour communiquer entre eux.
- : Étape 1 : Fabrice et Briac
- : Étape 2 : Laëtitia et Aurélie
- : Étape 3 : Thomas et Mathieu
- : Étape 4 : Mounir et Lydia / Kleofina et Julia D
- : Étape 5 : Thomas et Mathieu
- : Étape 6 : Mounir et Lydia
- : Étape 7 : Laëtitia et Aurélie

## Itinéraire Bis
Cette saison, ce sont Mehdi, de la saison 11 et Hoang, des saisons 5 et 6 qui animeront Itinéraire Bis.
À chaque étape, ils auront des missions chronométrées à réaliser. S'ils réussissent leurs missions dans le temps imparti, ils gagneront de l'argent, et pourront ainsi se payer leurs nuits d'hôtel, leurs repas et leurs déplacements, si en revanche, ils échouent, ils perdront de l'argent et devront faire de l'autostop et dormir chez l'habitant. À la fin de l'étape, Stéphane leur posera une question sur leurs missions, s'ils y répondent mal, ils auront une pénalité.
- Étape 1 :  Guatemala
  - Mission 1 : Prenez une photo de votre partenaire au-dessus du Lac Atitlan.
  - Mission 2 : Réalisez une tortillas traditionnelle.
  - Mission 3 : Vous devez faire voler un cerf-volant traditionnel pendant 5 minutes.
  - Mission 4 : Prenez en photo un quetzal, l'oiseau emblématique du Guatemala.

Question : Comment appelle-t-on le cerf-volant au Guatemala ? (Cometa). Mauvaise réponse - Pénalité : Hoang et Mehdi doivent chacun manger un piment guatémaltèque.
- Missions réussies : 2/4
- Argent à la fin de l'étape : 0 Q

- Étape 2 :  Guatemala
  - Mission 1 : Descendez une rivière sur des bouées sans tomber.
  - Mission 2 : Rendez-vous à Tikal, au sommet d'un temple maya et prenez une photo panoramique du site.
  - Mission 3 : Cuisinez un plat typiquement français aux clients de l'auberge et apprenez-leur la comptine Frère Jacques.
  - Mission 4 : Dégustez 5 fruits à l'aveugle et reconnaissez-les.

Question : Quelle est la hauteur du temple II de Tikal ? (38 m). Bonne réponse - Pas de pénalité.
- Missions réussies : 4/4
- Argent à la fin de l'étape : 590 Q

- Étape 3 :  Guatemala
  - Mission 1 : Apprenez à pêcher de manière traditionnelle. Attrapez au moins 1 kg de poisson. Vous avez 3 heures pour réussir la mission.
  - Mission 2 : Apprenez la danse traditionnelle des Garifunas et également à jouer de leurs instruments. Vous avez 2 heures pour réussir la mission.
  - Mission 3 : Apprenez à jouer du baseball. Après l'entrainement, vous aurez 30 minutes pour réussir à frapper 3 fois la balle chacun.
  - Mission 4 : Ramenez-moi des Bolitas de tamarindo. Rendez-vous à la Plaza de la Constitutión. Vous avez 1 heure pour réussir la mission.

Question : Quel était le nom de la ville où Hoang et Mehdi ont dû apprendre à pêcher ? (Aguas Caliente). Bonne réponse - Pas de pénalité.
- Missions réussies : 3/4
- Argent à la fin de l'étape : 335 Q

- Étape 4 :  Costa Rica
  - Mission 1 : Participez à un rituel des Indiens Malekus et ramenez-moi un masque issu de leur artisanat. Vous avez 2 heures pour réussir la mission.
  - Mission 2 : Faites du bénévolat dans un sanctuaire pour animaux blessés. Vous avez 5 heures pour réussir la mission.
  - Mission 3 : Apprenez à surfer et tenez sur la planche au moins 10 secondes chacun. Vous avez 1 heure pour réussir la mission.

Question : Comment appelle-t-on les perroquets en espagnol ? (Loro). Mauvaise réponse - Pénalité : Hoang et Mehdi doivent courir pieds nus sur le sable brûlant de la plage de Palo Seco.
- Missions réussies : 3/3
- Argent à la fin de l'étape : 80 000 C

- Étape 5 :  Costa Rica
  - Mission 1 : Observez des baleines et des dauphins au parc national Marino Ballena. Vous avez 4 heures pour réussir la mission.
  - Mission 2 : Rendez-vous à Dos Brasos et trouvez de l'or accompagné d'un chercheur de la région. Vous avez 3 heures pour réussir la mission.
  - Mission 3 : Prenez en photo 100 personnes avec un ananas dans les mains. Vous avez 1 heure pour réussir la mission.
  - Mission 4 : Trayez des vaches et récoltez 1 litre de lait. Vous avez 2 heures pour réussir la mission.

Question : Quel était le nom de la rivière où Hoang et Mehdi ont dû chercher de l'or ? (Dos Brassos). Bonne réponse - Pas de pénalité.
- Missions réussies : 3/4
- Argent à la fin de l'étape : 150 000 C

- Étape 6 :  Costa Rica
  - Mission 1 : Dégustez le meilleur Chifrijo de San José en compagnie de son créateur. Vous avez 2 heures pour réussir la mission.
  - Mission 2 : Montez au sommet du plus haut volcan du Costa Rica qui culmine à 3 450 mètres. Vous avez 2 heures pour réussir la mission.
  - Mission 3 : Montez dans un char et participez au défilé des Boyeros. Vous avez 3 heures pour réussir la mission.

Question : Quelle est la hauteur du volcan Irazù dont Mehdi et Hoang ont dû atteindre le sommet ? (3 450 m). Bonne réponse - Pas de pénalité. (Finalement, Mehdi et Hoang décideront d'accomplir quand même la pénalité qui était de manger chacun un piment costa-ricain)
- Missions réussies : 2/3
- Argent à la fin de l'étape : 107 450 C

- Étape 7 :  Colombie
  - Mission 1 : Aidez une Palequera à vendre tous ces fruits. Vous avez 1 heure pour réussir la mission.
  - Mission 2 : Prenez un bain de boue dans le cratère du volcan El Totumo. Vous avez 2 heures pour réussir la mission.
  - Mission 3 : Marquez 5 buts sur le terrain de foot de Pueblo Viejo, village situé dans la région d'origine du célèbre joueur de foot Falcao.

Question : Comment appelle-t-on les vendeuses de fruits de Carthagène ? (Palanquera). Mauvaise réponse - Pénalité: Hoang et Mehdi doivent chacun manger un piment colombien.
- Missions réussies : 3/3
- Argent à la fin de l'étape : 913 500 $

- Étape 8 :  Colombie
  - Mission 1 : Apprenez à vous servir d'un lasso et attrapez une jeune vache. Vous avez 2 heures pour réussir la mission.
  - Mission 2 : Passez la soirée chez une famille avec au moins deux enfants et préparez le dîner : un barbecue traditionnel colombien.
  - Mission 3 : Faites la bise à 50 personnes dans le village de Besote. Vous avez 3 heures pour réussir la mission.

Question : Comment s'appelait la Finca où Hoang et Mehdi devaient attraper une vache au lasso ? (La Finca El Ecanto). Bonne réponse - Pas de pénalité.
- Missions réussies : 3/3
- Argent à la fin de l'étape : 1 386 500 $

- Étape 9 :  Colombie
  - Mission 1 : Descendez en rappel la cascade de Juan Curi à San Gil. Vous avez 3 heures pour réussir la mission.
  - Mission 2 : Rendez-vous à Barichara pour déguster une assiette de fourmis géantes. Vous avez 1 heure pour réussir la mission.
  - Mission 3 : Rendez-vous à Raquirá, ville de la poterie, pour réaliser un objet en terre cuite. Vous avez 3 heures pour réussir la mission.

Question : Comment s'appelait le village où Hoang et Mehdi devaient réaliser une poterie ? (Raquirá). Mauvaise réponse - Pénalité : Hoang et Mehdi doivent remanger une assiette de fourmis géantes.
- Missions réussies : 3/3
- Argent à la fin de l'étape : 1 311 300 $

- Étape 10 :  Colombie
  - Mission 1 : Rendez-vous à pied au sommet du Monserrate à 3 152 mètres d'altitude. Vous avez 45 minutes pour réussir la mission.
  - Mission 2 : Apprenez à danser la salsa et reproduisez une chorégraphie. Vous avez 2 heures pour réussir la mission.
  - Mission 3 : Rejoignez le Collegio San Bartholome afin d'assister à l'arrivée du sprint final de la saison 12.

Question : Étape Finale d'Itinéraire Bis - Pas de Question.
- Missions réussies : 3/3
- Argent à la fin de l'étape : 1 311 300 $

Bilan de la saison
- Missions réussies : 29/34
- Pénalités reçues : 4/9
- Argent à la fin de la saison : 1 311 300 $ (348,80 €)

## Audiences

### Pékin Express:La Route des 50 volcans
| Épisode | Jour et horaire de diffusion            | Téléspectateurs | Parts de marché | Classement des audiences de la soirée | Référence |
| ------- | --------------------------------------- | --------------- | --------------- | ------------------------------------- | --------- |
| 1       | Jeudi 18 juillet 2019 (21:05 - 23:10)   | 2 562 000       | 14,9 %          | 2e                                    | [ 14 ]    |
| 2       | Jeudi 25 juillet 2019 (21:05 - 23:15)   | 2 479 000       | 14,9 %          | 2e                                    | [ 15 ]    |
| 3       | Jeudi 1er août 2019 (21:05 - 23:15)     | 2 309 000       | 14,6 %          | 2e                                    | [ 16 ]    |
| 4       | Jeudi 8 août 2019 (21:05 - 23:15)       | 2 031 000       | 13,2 %          | 3e                                    | [ 17 ]    |
| 5       | Jeudi 15 août 2019 (21:05 - 23:15)      | 2 060 000       | 13,2 %          | 3e                                    | [ 18 ]    |
| 6       | Jeudi 22 août 2019 (21:05 - 23:05)      | 2 190 000       | 13 %            | 2e                                    | [ 19 ]    |
| 7       | Jeudi 29 août 2019 (21:05 - 23:20)      | 2 257 000       | 12,3 %          | 2e                                    | [ 20 ]    |
| 8       | Jeudi 5 septembre 2019 (21:05 - 23:15)  | 1 826 000       | 10,5 %          | 3e                                    | [ 21 ]    |
| 9       | Jeudi 12 septembre 2019 (21:05 - 23:15) | 1 820 000       | 10,2 %          | 3e                                    | [ 22 ]    |
| 10      | Jeudi 19 septembre 2019 (21:05 - 23:45) | 1 970 000       | 11,3 %          | 3e                                    | [ 23 ]    |

Légende
- Plus hauts scores d'audiences
- Plus bas scores d'audiences

### Pékin Express: itinérairebis
| Épisode | Jour et horaire de diffusion            | Téléspectateurs | Parts de marché | Classement des audiences de la soirée | Référence |
| ------- | --------------------------------------- | --------------- | --------------- | ------------------------------------- | --------- |
| 1       | Jeudi 18 juillet 2019 (23:10 - 00:15)   | 900 000         | 11,6 %          | 2e                                    | [ 24 ]    |
| 2       | Jeudi 25 juillet 2019 (23:15 - 00:20)   | 1 060 000       | 12,9 %          | ?                                     | [ 25 ]    |
| 3       | Jeudi 1er août 2019 (23:15 - 00:20)     | 810 000         | 11,8 %          | 1re                                   | [ 26 ]    |
| 4       | Jeudi 8 août 2019 (23:15 - 00:20)       |                 |                 |                                       |           |
| 5       | Jeudi 15 août 2019 (23:15 - 00:20)      |                 |                 |                                       |           |
| 6       | Jeudi 22 août 2019 (23:05 - 00:10)      | 824 000         | 9 %             | 4e                                    | [ 27 ]    |
| 7       | Jeudi 29 août 2019 (23:20 - 00:25)      |                 |                 |                                       |           |
| 8       | Jeudi 5 septembre 2019 (23:30 - 00:25)  | 371 000         | 6,6 %           | 3e                                    | [ 28 ]    |
| 9       | Jeudi 12 septembre 2019 (23:30 - 00:25) |                 |                 |                                       |           |
| 10      | Jeudi 19 septembre 2019 (23:50 - 00:45) |                 |                 |                                       |           |